# Bistum Legnica
Das Bistum Legnica (lateinisch Dioecesis Legnicensis, polnisch Diecezja legnicka) ist eine in Polen gelegene römisch-katholische Diözese mit Sitz in Legnica (Liegnitz).

## Geschichte
Das Bistum Legnica wurde am 25. März 1992 durch Papst Johannes Paul II. mit der Apostolischen Konstitution Totus tuus Poloniae populus aus Gebietsabtretungen des Erzbistums Breslau errichtet und diesem als Suffraganbistum unterstellt.  Am 24. Februar 2004 gab das Bistum Legnica Teile seines Territoriums zur Gründung des Bistums Świdnica ab.

## Bischöfe von Legnica
- Tadeusz Rybak, 1992–2005
- Stefan Cichy, 2005–2014
- Zbigniew Kiernikowski, 2014–2021
- Andrzej Siemieniewski, seit 2021

## Dekanate
| - Bogatynia - Bolesławiec-Ost - Bolesławiec-West - Chocianów - Chojnów - Gryfów Śląski - Jawor - Jelenia Góra-Ost | - Jelenia Góra-West - Kamienna Góra-Ost - Kamienna Góra-West - Karpacz - Legnica-Kathedrale - Legnica-Ost - Legnica-West - Leśna | - Lubań - Lubin-Ost - Lubin-West - Lwówek Śląski - Nowogrodziec - Polkowice | - Prochowice - Szklarska Poręba - Ścinawa - Świerzawa - Węgliniec - Zgorzelec - Złotoryja |

## Bistumspatrone
- St. Peter und Paul  29. Juni
- St. Josef  19. März
- St. Hedwig von Schlesien  16. Oktober